# 강원식
강원식(姜元植, 1938년 12월 8일~2024년 10월 3일)은 대한민국의 체육인이다.

## 학력
- 경희대학교

## 약력
- 국가 원장부

## 수상
- 2020년 태권도진흥재단 태권도를 빛낸 사람들
- 1990년 체육훈장 백마장